# Patrick Roest
Patrick Roest (ur. 7 grudnia 1995 w Giethoorn) – holenderski łyżwiarz szybki, czterokrotny medalista olimpijski i wielokrotny medalista mistrzostw świata.

## Kariera
Pierwsze sukcesy w karierze osiągnął w 2014 roku, kiedy podczas mistrzostw świata juniorów w Bjugn zdobył złoty medal w wieloboju, srebrny na 5000 m i brązowy na 1500 m. Na rozgrywanych rok później mistrzostwach świata juniorów w Warszawie był najlepszy w wieloboju i na 1500 m, drugi na 1000 i 5000 m oraz trzeci na 500 m. W 2017 roku wywalczył srebrny medal na wielobojowych mistrzostwach świata w Hamar, rozdzielając swych rodaków: Svena Kramera i Jana Blokhuijsena. W zawodach Pucharu Świata zadebiutował 6 grudnia 2015 roku w Inzell, zajmując piętnaste miejsce w finale B na 1500 m. Pierwszy raz na podium stanął 12 listopada 2016 roku w Harbinie, gdzie wraz z kolegami z reprezentacji zwyciężył w biegu drużynowym. Indywidualnie w najlepszej trójce po raz pierwszy znalazł się 10 grudnia 2016 roku w Heerenveen, zajmując trzecie miejsce na 1500 m. W klasyfikacji końcowej 1500 m w sezonie 2016/2017 zajął trzecie miejsce.